# Валлендорф (Луппе)
Валлендорф (нем. Wallendorf) — деревня в Германии, в земле Саксония-Анхальт. Входит в состав коммуны Шкопау района Зале.
Население составляет 793 человек (на 31 декабря 2008 года). Занимает площадь 9,06 км².
Валлендорф впервые упоминается в 1191 году.
Деревня сильно пострадала от английских и американских бомбардировок в годы Второй мировой войны, так как поблизости располагались крупные химические заводы.
Валлендорф ранее имел статус коммуны (общины). С 2006 по 2009 подчинялся управлению Лойна-Кёцшау. 1 января 2010 Валлендорф вошёл в состав коммуны Шкопау.